# الا-ری اسمیت
الا-ری اسمیت (انگلیسی: Ella-Rae Smith؛ زادهٔ ۲۱ فوریهٔ ۱۹۹۸) یک هنرپیشه و مدل اهل انگلستان است. وی از سال ۲۰۰۶ میلادی تاکنون مشغول فعالیت بوده‌است.
از فیلم‌ها یا سریال‌هایی که وی در آنها نقش داشته‌است می‌توان به مسافر همیشگی، در بدلندز، ویچر و غریبه اشاره کرد.